# Seeschlacht von Chilcheonryang
Die Seeschlacht von Chilcheonryang (jap. 漆川梁海戦, Shitsusenryō kaisen, kor. 칠천량해전, McCune-Reischauer: Ch‘ilch‘ŏnnyang haejŏn, revidiert: Chilcheonryang haejeon) war eine Seeschlacht im Rahmen des Imjin-Kriegs. Sie fand am 26. und 27. August 1597 (15. Tag im 7. Monat nach dem chinesischen Lunisolarkalender) zwischen einer japanischen Seeflotte und der koreanischen Seeflotte in der Straße von Chilcheonryang bei der Insel Geojedo nahe der Hafenstadt Busan statt.

## Vorgeschichte
Während des ersten Invasionsversuchs in Korea durch Toyotomi Hideyoshis Armee im Jahre 1592 hatte die japanische Streitmacht wegen des maroden Zustands der koreanischen Armee und Militärbürokratie ursprünglich große Erfolge erzielen können. Doch der koreanische Marinekommandeur Yi Sun-sin hatte Weitsicht gezeigt und sich auf eine Invasion durch japanische Truppen gut vorbereitet. Mithilfe seiner strategischen Expertise, dem intensiven Gebrauch von Kanonen und einer neuen Sorte von Schlachtschiffen gelang es Yi, die Versorgung der Invasionsarmee, welche über das Meer erfolgen musste, dort auch bei zahlenmäßig größeren Flottenverbänden ernsthaft zu gefährden. In Japan begann man daher berechtigterweise, Yi als einzige ernsthafte Bedrohung für die Annexion von China und Korea anzusehen, wodurch er ins Fadenkreuz der japanischen Entscheidungsträger geriet.
Um Yi unschädlich zu machen, wurde 1597 ein Doppelagent zum koreanischen Königshof entsandt, der König Seonjo weismachen sollte, dass die japanische Flotte zu einem gewissen Zeitpunkt einen Großangriff starten wolle. Wie erwartet, befahl Seonjo Admiral Yi, die japanische Flotte abzufangen und zu vernichten. Yi weigerte sich jedoch, dem Befehl nachzukommen, da er der Nachricht nicht traute und das Gebiet, in dem die Landung angeblich stattfinden solle, zu tückisch war, um es zu befahren. Seonjo wollte ihn daraufhin wegen Hochverrats zum Tode verurteilen. Jedoch hatte Yi beim Volk und einigen hohen Beamten, darunter seinem alten Kindheitsfreund und damaligen Premierminister Ryu Seong-ryong, große Sympathien errungen, und um keinen Aufstand zu riskieren, befahl Seonjo ihn stattdessen zu einer Folterstrafe und einer anschließenden Degradierung zum einfachen Soldaten. An seiner Stelle wurde General Won Gyun, Kommandeur der Rechten Gyeongsang-Marinedivision und ein Kollege und Rivale Yis, zum obersten Admiral der koreanischen Flotte ernannt.

## Schlachtverlauf
Diversen Quellen zufolge, darunter Yi Sun-sins eigenen Kriegstagebüchern (Nanjung Ilgi), hatte sich Won Gyun während des Imjin-Krieges als ein inkompetenter Offizier erwiesen, der sich Is Befehlen wiederholt widersetzte, ihn in der Schlacht bei einigen Gelegenheiten sogar offensichtlich im Stich ließ. Ebenso traf er impulsive Entscheidungen, die, hätte er sie durchsetzen können, katastrophale Auswirkungen gehabt hätten.  Dazu war er auch als Trinker und Lüstling berüchtigt, der selbst den Ehefrauen seiner eigenen Gefolgsleute nachstellte.
Nachdem Won Gyun von König Seonjo den Befehl erhalten hatte, die japanische Flotte zu vernichten, brach er mit der gesamten koreanischen Kampfflotte, darunter auch die Schiffe, welche vormals unter Is Kommando gestanden hatten, von der Marinebasis auf der Insel Hansan in Richtung Busan auf. Anders als I jedoch machte sich Won keine Mühe, durch Späher und Ortsansässige genauere Informationen einzuholen oder einen Erkundungstrupp vorzuschicken, sondern ließ die gesamte Flotte auf einmal auslaufen. Daher traf Won am 26. August 1597 nahe bei Busan unerwartet auf einen japanischen Kampfverband, dessen Stärke (je nach Quelle) zwischen 500 und 1000 Schiffe betrug.
Obwohl seine Flotte dem Feind an Zahl und (aufgrund der anstrengenden Anreise) an Kampfkraft vollkommen unterlegen war, griff Won die Japaner unverzüglich an. Dabei beging er einen zweiten fatalen Fehler, indem er die Japaner allzu nahe an seine Schiffe herankommen ließ, wo sie ihre Vorteile im Landkampf, unterstützt durch das Salvenfeuer ihrer Arkebusen, voll ausspielen konnten. Yi Sun-sin hatte dieses Vorgehen der Japaner stets durch den massiven Einsatz von Kanonen gegen die feindlichen Schiffe unterbunden, bis deren Besatzungen größtenteils kampfunfähig gemacht worden waren. Als Resultat dieses strategischen Patzers gelang es den Japanern, im ersten Anlauf dreißig koreanische Schiffe aufzubringen. Vor diesem Kampf war zudem ein koreanischer Kommandeur, Bae Sol, mit zwölf weiteren Schiffen und 200 Mann Besatzung vom Schlachtfeld desertiert, nachdem er die Auswegslosigkeit dieser Situation erkannt hatte.
Won Gyun trat mit dem Rest der Flotte unverzüglich den Rückzug an und landete auf der Insel Gadeok, um dort Vorräte zu fassen. Dort befand sich aber eine japanische Garnison, die die koreanischen Truppen unverzüglich angriff, 400 Seesoldaten tötete und den Rest in die Flucht schlug. Von dieser ungewöhnlichen Stümperhaftigkeit der koreanischen Marine gleichermaßen verwundert und ermutigt, setzten die Japaner zur Verfolgung an und stellten die Fliehenden in der folgenden Nacht erneut zum Kampf. Wieder erlaubte Won Gyun es den Japanern, sich auf Enterdistanz zu nähern, und in dieser zweiten Phase der Schlacht wurden alle verbliebenen Schiffe der koreanischen Marine vernichtet. Won Gyun, sein Kollege Yi Eok-gi und einige andere Überlebende konnten sich zwar auf eine nahe Insel retten, doch diese beherbergte ebenfalls eine japanische Garnison. Infolgedessen wurden die Flüchtlinge schnell entdeckt und bis auf den letzten Mann niedergemacht.

## Auswirkungen
Die Absetzung Yi Sun-sins und die koreanische Niederlage bei Chilcheonryang verlieh den japanischen Invasoren neue Zuversicht. Als Folge davon führten sie weitere Vorstöße in die Jeolla-Provinz aus und konnten so bis nach Chiksan gelangen, von wo aus sie sich für einen erneuten Vormarsch gegen Hanseong, die Hauptstadt des Landes, bereithalten konnten.
Allerdings blieb Chilcheonryang die einzige Seeschlacht, die von den Japanern in diesem Krieg gewonnen werden konnte. Auf koreanischer Seite führte diese katastrophale Niederlage nämlich dazu, dass König Seonjo Yi Sun-sin mit unverzüglicher Wirkung begnadigte und ihm das Oberkommando über die koreanische Marine zurückgab. Mit den zwölf Schiffen, die Bae Sol vom Schlachtfeld bei Chilcheonryang mit sich genommen hatte, und einem zusätzlichen Panokseon gelang es Yi, trotz aller Erwartungen etwa zwei Monate später in der Seeschlacht von Myongnyang einen solch entscheidenden Sieg gegen die japanische Versorgungsflotte zu erringen, dass die Landoperationen der Invasionsarmee durch die Unterbrechung ihrer maritimen Nachschubwege vollständig zum Erliegen kamen.